# Peckoltia caenosa
Peckoltia caenosa är en fiskart som beskrevs av Jonathan W. Armbruster 2008. Peckoltia caenosa ingår i släktet Peckoltia och familjen Loricariidae. Inga underarter finns listade i Catalogue of Life.